# Noční živočich

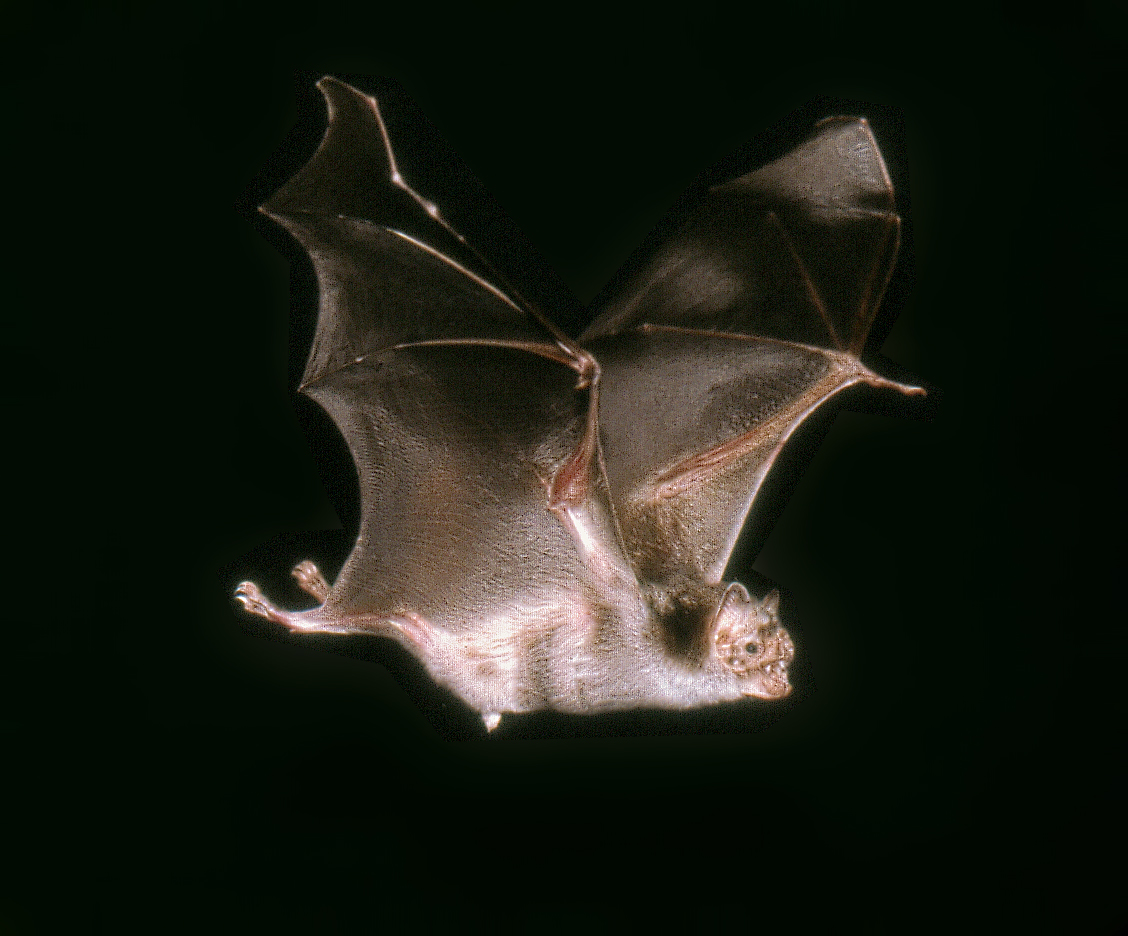
Upír obecný, typický nokturální živočich

Noční živočich neboli nokturnální živočich (nokturnální druh) je druh živočicha, který je přizpůsobený životu v noční tmě, ve které tráví aktivní část svého dne, zatímco přes den hřaduje. Opakem je denní neboli diurnální živočich. Noční živočichové jsou spojováni s výborně vyvinutými smysly a adaptacemi zraku jako jsou zvětšené rohovky, které jim umožní zaznamenat i sebemenší prvky světla. K nočním živočichům se řadí celá řada ptáků (sovy, kiviové, lelkové, potuové aj.), hmyzu (noční motýli aj.) i savců (kočka, levhart, myši aj.).

## Původ
Jedním z prvních moderních vědců, který se otázkou původu nočního způsobu života vážně zabýval, byl americký profesor optiky Gordon Lynn Walls. Walls v roce 1942 vyslovil myšlenku, že většina nebo dokonce všichni placentálové byli původně noční živočichové a to od jejich původu před cirka 225 miliony lety až do vymírání na konci křídy před 66 miliony lety (data zhruba ohraničují geologické období známé jako mezozoikum). Podle Wallse totiž během tohoto období byli jasně dominantní denní (diurnální) skupinou dinosauři, kteří coby studenokrevní živočichové byli závislí na slunečním záření pro produkci tělesného tepla, a nová skupina živočichů – placentálové – se tak vyvinula v noci, kdy nebyli ohrožováni dinosauřími predátory ani nemuseli s dinosaury soupeřit o zdroje.

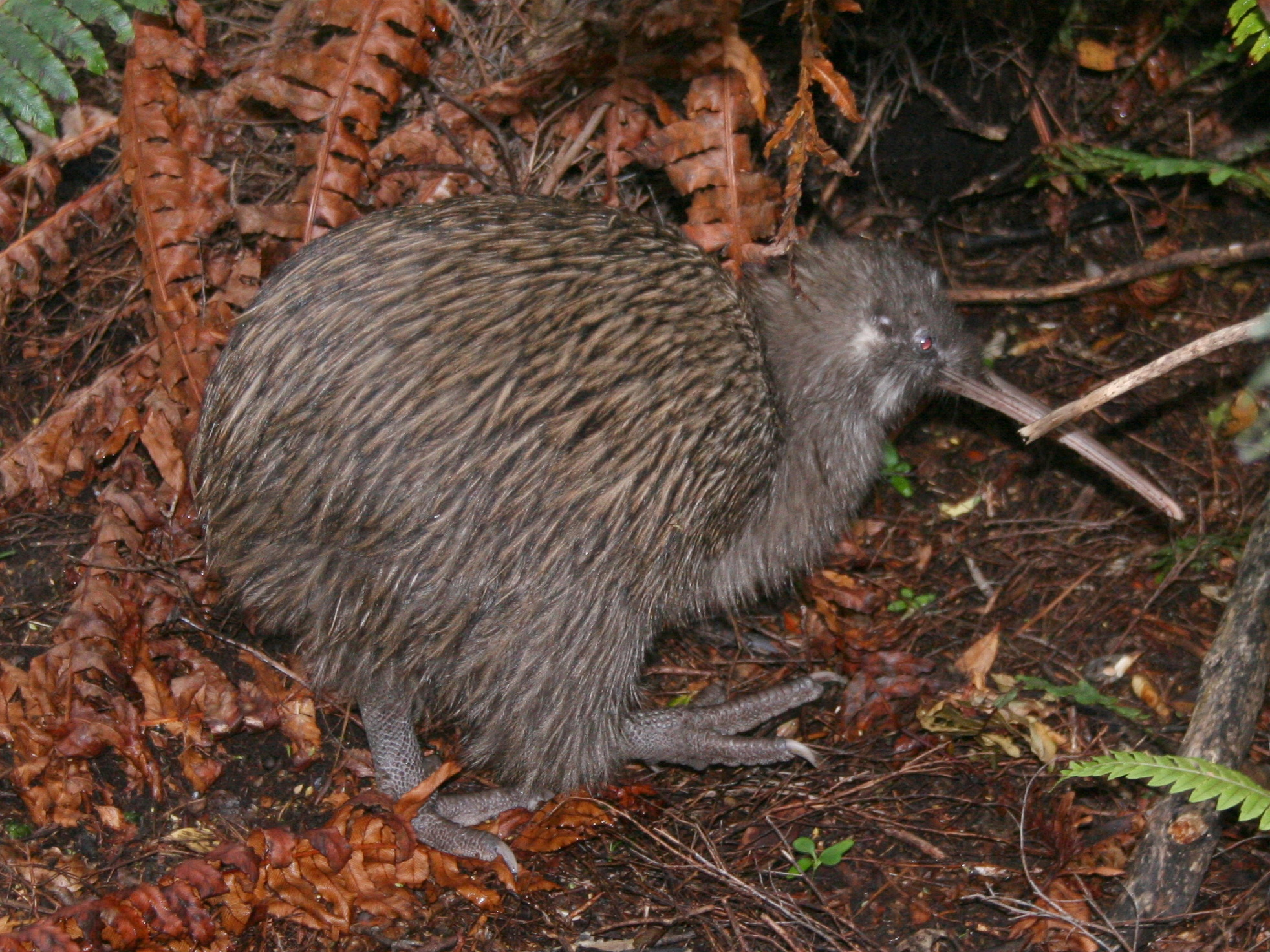
Kivi jižní, kalsický představitel nočního zástupce ptáků

K této teorii se přiklání i moderní výzkumy evolučních biologů. Tak např. studie z roku 2012 zkoumající dataset očí 266 druhů savců zjistila, že v morfologii oka nočních a denních druhů savců jsou je minimální rozdíly. Co více, oči denních a kathemerálních (aktivní ve dne i v noci) druhů savců se neliší vůbec. Oči většiny denních druhů savců se ve srovnání s jinými druhy obratlovců jeví jako oči nočních druhů. Podle jednoho z autorů studie to svědčí o tom, že po vymření dinosaurů se někteří nokturální savci stali diurnálními, avšak jejich oči se již nepřizpůsobily dennímu životu v důsledku chybějících evolučních tlaků. Jedinou výjimkou jsou vyšší primáti včetně člověka, kteří mají oči dobře přizpůsobené dennímu režimu (např. schopnost barevné vize). Studie z roku 2017 zase kvantifikovala behaviorální vzorce 2415 druhů savců. I zde autoři studie došli k závěru, že původní savec byl noční živočich a teprve opice (Simiiformes) někdy před 52 miliony lety se staly prvními čistě diurnálními savci. Tento přechod se neobešel bez fáze střídání diurnálního a nokturálního způsobu života. I další studie potvrzují, že původní savci byli nokturální. Jedinými moderními čistě nočními druhy opic jsou jihoameričtí mirikinovití, kteří se však nočnímu životu přizpůsobili opakovaně, tzn. jejich předek byl původně nokturální, později se přizpůsobil dennímu řádu, aby posléze opět obydlel niku noci. Podobně i prapředek dnešních ryb byl patrně nokturální.

## Výhody a nevýhody nokturálního života

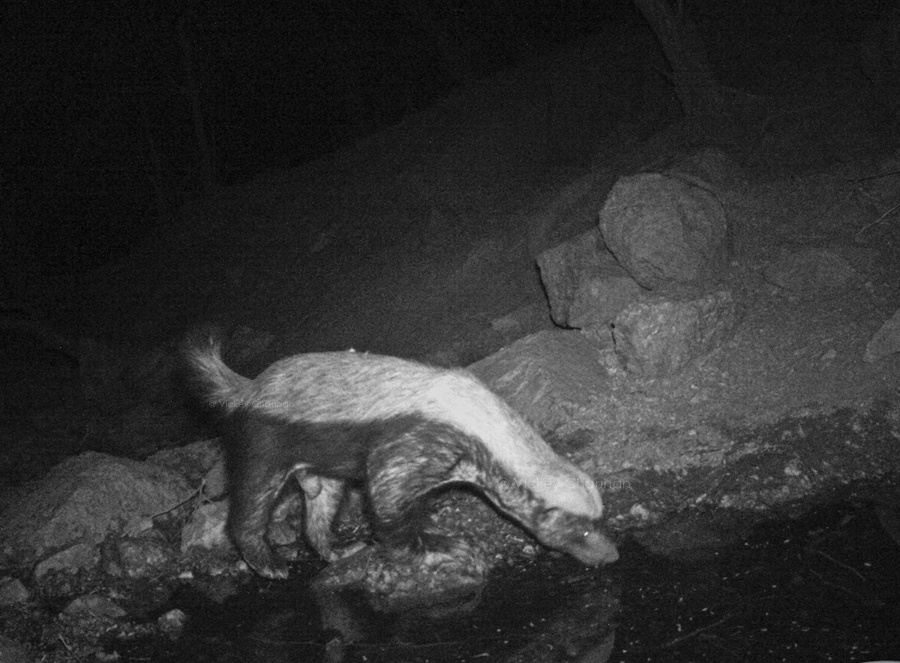
Převážně nočním živočichem je i medojed kapský

Nokturální život s sebou přináší řadu výhod. Umožňuje nočním tvorům obsadit ekologickou niku a využít zdroje, které mohou být diurnálním živočichům nedostupné. Zároveň umožňuje maximálně využít dostupné zdroje, resp. snížit kompetici o ně. Tak například sovy v noci loví hlodavce, zatímco jestřábi tak činí ve dne v té samé oblasti. Podobně i místní vodní zdroje mohou být využity jak ve dne, tak v noci jinými skupinami živočichů, takže se dostane na všechny. Jinými slovy, stejný zdroj je využit v jinou denní dobu. I přes to, že noční predátoři mají často velmi dobře vyvinuté smysly, pro noční živočichy bývá přece jen o něco jednodušší vyhnout se detekci za tmy. Tma zároveň umožňuje predátorům zastihnout svou diurnální kořist v doupěti nebo na hnízdě, kde zrovna spí. V pouštních oblastech bývá výhodnější být aktivní během noci, kdy teploty klesnou na přijatelnou úroveň, spíše než během dne, kdy teploty stoupají do nesnesitelných výšin.

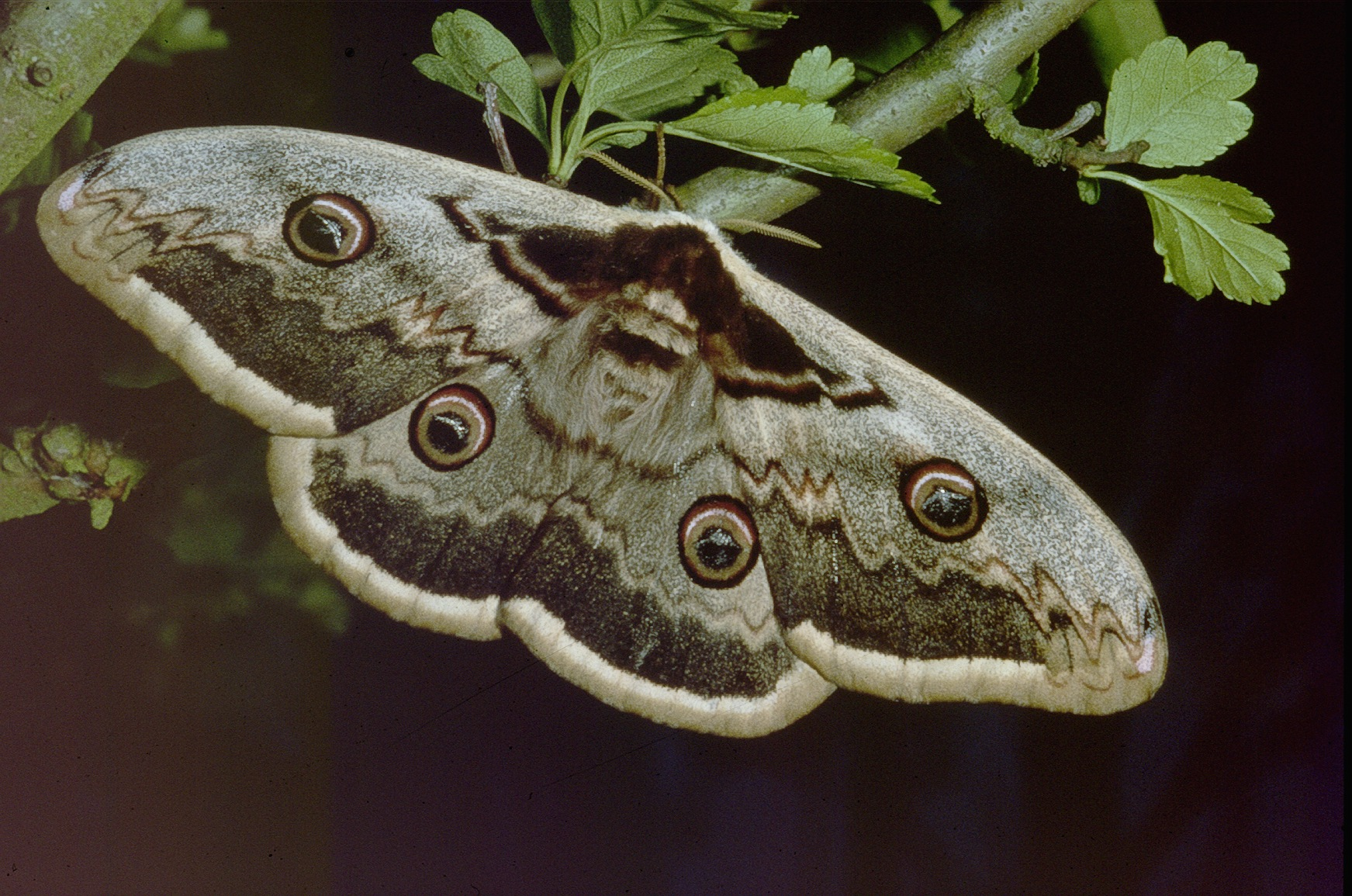
Martináč hrušňový, největší evropský motýl je nokturální tvor

Nokturnalita může mít i evoluční výhody. Podle švýcarských vědců noční způsob života mohl umožnit kostnatým rybám přežít hned několik hromadných vymírání. Noční způsob života umožnil nokturálním druhům ryb přežít hromadná vymírání, jelikož se tak vyhnuli potenciálně smrtícím teplotám během dne, které v době vymírání vyhladily denní druhy ryb. Jakmile se teploty vrátily zpět do normálu, část nočních druhů ryb opětovně osídlila i niky původních denních ryb přeměnou způsobu svého života z nočního na denní. V podstatě se jedná o princip evoluční radiace savců po vymírání v období křídy, jak bylo popsáno výše. Nižší kompetice platí i u nočních opylovačů jako jsou můry, které v noci nečelí kompetici včel, které jsou diurnální.
K nevýhodám patří mj. vyšší energetická náročnost nočního života, která je dána hlavně nižšími teplotami, ve kterých je živočich aktivní. Pod patřičným tlakem vnějšího prostředí (např. nedostatek jídla) tak u živočicha dokonce může dojít ke změně z nokturální aktivity na diurnální. U myší bylo zjištěno, že takovou změnou ušetří až 20 % denního energetického výdeje.

## Ohrožení nočního života
V moderních dobách noční druhy čelí řadě výzev ze strany člověka, ke kterým patří hlavně světelné znečištění, které může způsobovat např. dezorientaci ptáků v době tahu nebo výletu z hnízda (viz např. buřňák Huttonův), či dezorientaci mláďat mořských želv po vyklubání, kdy místo do moře směřují ke zdroji umělého osvětlení. Umělé osvětlení může způsobovat i změny v chování živočichů. Např. samci skokanů křiklavých při umělém osvětlení v době rozmnožování snižují frekvenci kvákání a místo čekání na samice se raději pohybují kolem, což potenciálně snižuje jejich biologickou zdatnost.

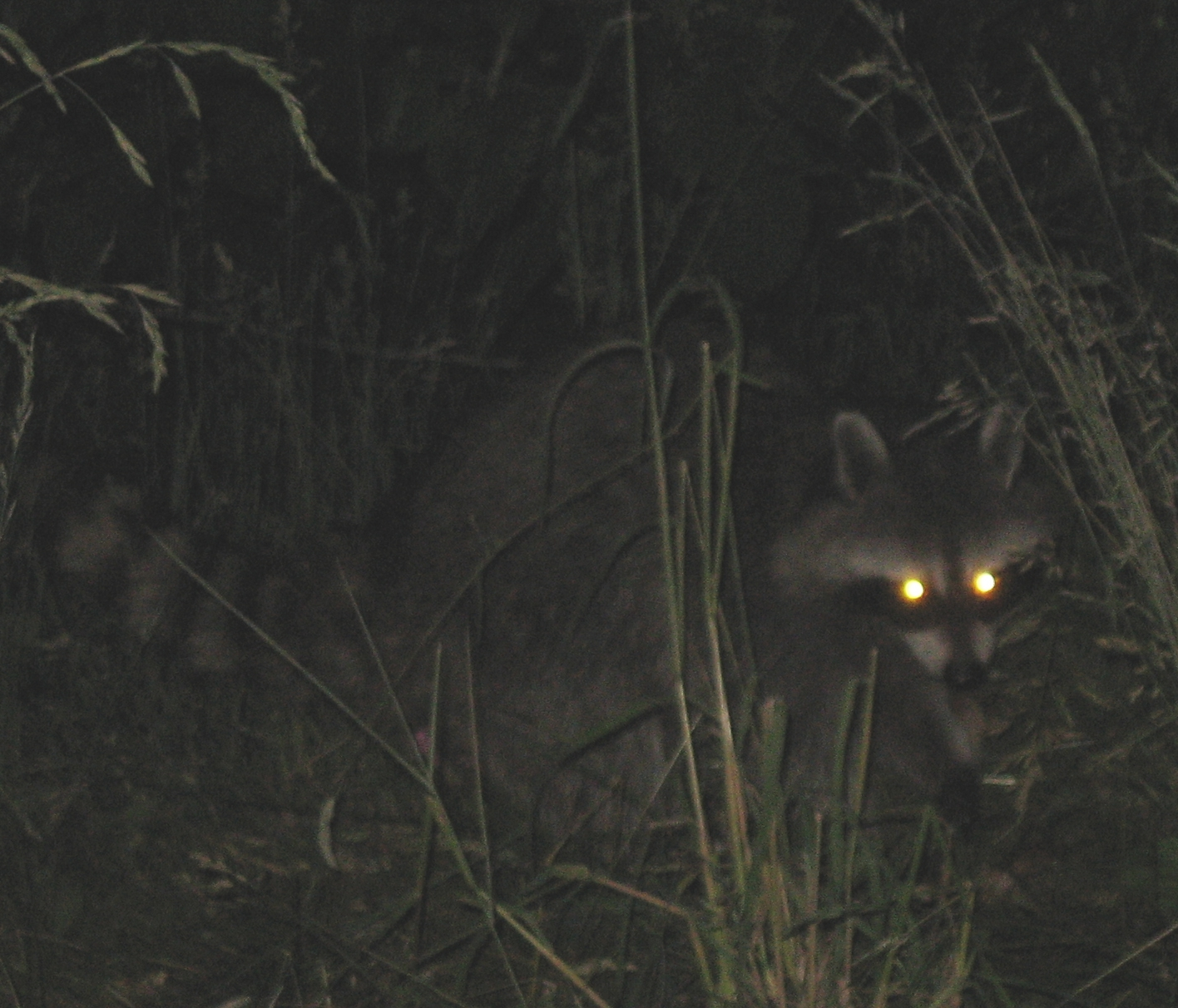
Mýval severní v noci; zdánlivé svícení očí je způsobeno odrazivou vrstvou tapetum lucidum

Vzhledem k tomu, že člověk je tvor diurnální a svou činností zasahuje prakticky do všech koutů světa, řada savců napříč taxony, biotopy a kontinenty postupně, avšak konzistentně přesouvá své aktivity z denních do nočních hodin, kdy jsou lidé méně aktivní. K živočichům, u nichž byl takový posun zaznamenán, patří tygři, jeleni, bobři nebo kojoti.

## Adaptace
Řada nočních živočichů má dobře vyvinuté smysly, které jim pomáhají v orientaci, lovu a pohybu napříč noční tmou. Např. sovy mívají zvětšené oči včetně čočky, rohovky a zornice, což jim umožňuje maximalizovat příjem světla ve tmě. Noční tvorové typicky mají mezi sítnicí a cévnatkou oka odrazivou vrstvu zvanou tapetum lucidum, díky které lépe vidí za zhoršených světelných podmínek. Tato vrstva způsobuje domnělé „svícení očí“ při posvícení např. na kočku nebo krávu ve tmě. Některé skupiny živočichů mají extrémně dobře vyvinutý čich, jiné zase používají k orientaci echolokaci (letouni) nebo hmatové vousky (ploutvonožci).

## Zajetí
V zoologických zahradách bývají některé noční druhy chovány v místnostech, kde je přes den tma a v noci světlo. Tímto způsobem lze tyto živočichy udržet přes den aktivní, a tedy umožnit návštěvníkům je zahlédnout i ve dne, byť v přítmí. Typickým příkladem jsou kiviové, kteří jsou na Novém Zélandu chováni v budovách s převráceným dnem a nocí.